# Riu Urola
L'Urola és un riu que té el seu recorregut íntegrament dins la província de Guipúscoa, a Euskadi. Amb una llargada de 59 km, té el naixement a la falda de la muntanya Aizkorri i desemboca a la mar Cantàbrica a Zumaia, tot passant per Legazpi, Zumarraga, Urretxu, Azkoitia, Azpeitia, Zestoa i Aizarnazabal.
Els seus principals afluents són l'Ibaieder, l'Errezil, l'Altzolaras i el Larruondo.